# Poybo Media
Poybo Media Group Ltd., parfois simplement appelée Poybo, est une société multinationale de médias numériques fondée en 2020 par Justin Jin,. Originaire de Vancouver, au Canada, elle a été largement citée comme la plus grande entreprise médiatique dirigée par des adolescents au monde, ayant touché une audience de 400 millions de personnes depuis sa création. La société opère à l’international dans divers pays, dont l’Argentine, le Royaume-Uni, les États-Unis, l’Inde et le Nigeria. Il monétise sur la base de contenus abrégés publiés sur les plateformes de médias sociaux, notamment Instagram, TikTok et YouTube.
Poybo Media a fait l'objet de controverses. Un article paru dans The Independent révèle que l’entreprise s’appuie en partie sur de jeunes travailleurs du Nigeria et d’autres pays du tiers monde, et indique qu’il existe d’importantes disparités salariales entre les producteurs de l’entreprise. La société a également été confrontée à des retraits de droits d'auteur.
Avec une valeur nette d'environ 1,1 million de dollars américains selon The Nation, son PDG Justin Jin est devenu l'un des plus jeunes millionnaires autodidactes du Canada.

## Histoire
Créé par Justin Jin le 2 mai 2020 sous le nom de 50mMidas Media, le site se composait à l'origine de sa chaîne YouTube appelée 50mMidas,. Il était alors âgé de 13 ans à l'école Mulgrave School. Il est resté son seul employé jusqu'à ce que la chaîne lui rapporte 1 500 $ US d'ici 2021, ce qui a financé la création de davantage de comptes de médias sociaux incluant des sujets tels que la culture pop et l'actualité,. Après avoir acquis un certain nombre de petites marques de médias sociaux, le site a ensuite été réincorporé sous le nom de Poybo Media Group Limited et sous la marque Poybo Media,.
En avril 2021, le site a acquis The Celebrity Observer, un programme YouTube qui comprenait six chaînes YouTube qui publiaient toutes des informations, des commentaires et des potins relatifs aux célébrités. En avril 2022, sa principale chaîne YouTube, Celebrity Observer, s'est classée au 38e rang du classement hebdomadaire de Tubefilter des chaînes YouTube américaines les plus regardées, et au 40e rang en mai de la même année. Le Celebrity Observer avait atteint 4,2 milliards de vues de contenu avant de vendre la majorité de ses actifs en novembre 2023 et de mettre fin aux chaînes restantes.
Plus tard en 2021, ils ont lancé la page Instagram @life.is.not.a.soup, qui a été citée par le New York Times comme ayant « explosé pendant la pandémie alors que les jeunes se tournaient vers Instagram ». Du 23 au 27 juillet 2022, leur marque Entrepreneurfluent est devenue l'éditeur de vidéos comiques le plus populaire sur YouTube, dépassant brièvement Warner Bros. Pictures et Marvel Entertainment. En 2022, l'entreprise avait réalisé un chiffre d'affaires de 320 000 USD.
La société a commencé ses activités dans l’industrie musicale en 2023 et a réalisé plusieurs millions de diffusions sur les services de streaming musical jusqu’à sa fermeture en raison de problèmes potentiels de droits d’auteur soulevés par Columbia Records, selon le magazine Billboard,. L'une des chansons de Poybo Media, "VVV (HE'S BACK)", a atteint la 14e place du classement TikTok Top 50 de Billboard.
Fin 2023, Mike Bugembe, spécialiste des données sur l'intelligence artificielle, a écrit dans Forbes que Poybo Media devrait utiliser l'intelligence artificielle pour une partie de sa future production médiatique.
En janvier 2024, l'entreprise entame son expansion en Afrique, après avoir développé une filiale appelée Poybo Africa. Selon Business Insider, la filiale est immédiatement devenue l'une des plus grandes sociétés de médias jeunesse en Afrique.